# Lukas Wank
Lukas Nathanael Christian Wank (Altenburg, 19 gennaio 1997) è un cestista tedesco.

## Carriera
Con la Germania ha disputato i Giochi olimpici di Tokyo 2020.